# Geoff Gleeson
Geoff Gleeson es un deportista británico que compitió en judo. Ganó dos medallas de plata en el Campeonato Europeo de Judo de 1951.

## Palmarés internacional
| Campeonato Europeo | Campeonato Europeo | Campeonato Europeo | Campeonato Europeo |
| Año                | Lugar              | Medalla            | Categoría          |
| ------------------ | ------------------ | ------------------ | ------------------ |
| 1951               | París (Francia)    | Medalla de plata   | 3.er dan           |
| 1951               | París (Francia)    | Medalla de plata   | Abierta            |